# سونیک او وی ای
سونیک او وی ای یا سینمایی سونیک خارپشت (به انگلیسی: Sonic OVA , Sonic the Hedgehog the movie) یک انیمه سریالی دو قسمتی بر اساس فرنچایز بازی ویدیویی محبوب سونیک خارپشت می‌باشد، این اثر به کارگردانی کازونوری ایکگامی و به نویسندگی مایوری سکیجیما و ماساشی کوبوتا محصول سال ۱۹۹۶ ژاپن می‌باشد که به صورت یک فیلم سینمایی پنجاه دقیقه ای منتشر شده است.

## داستان
بخش اول: به سرزمین اگمن خوش آمدید
سونیک جوجه تیغی در ساحل جزیره جنوبی با بهترین دوست اش مایلز «تیلز» پراور در حال استراحت است که ناگهان جغد پیر با پیامی از رئیس‌جمهور وارد می‌شود که از سونیک می‌خواهد به دفتر او بیاید. هنگامی که به آنجا می‌رسند متوجه می‌شوند که دکتر اگمن، رئیس‌جمهور و دخترش سارا را به اسارت گرفته است. دکتر اگمن پس از توضیح نحوه عملکرد سیاره آزادی (که به دو بخش دنیای درونی که سرزمین تاریکی است و دنیای بیرونی که سرزمین آسمانی است تقسیم می‌شود)، توضیح می‌دهد که در سرزمین تاریکی یک ربات غول پیکر به نام «بلک اگمن» او را از سرزمین رؤیایی اش تبعید کرده و ژنراتور تخم مرغی شهر را دستکاری کرده که روز بعد در هنگام طلوع خورشید منفجر خواهد شد. او از سونیک می‌خواهد که در ازای آزادی رئیس‌جمهور و سارا به سرزمین تاریکی برود تا جلوی آن را بگیرد. هنگامی که سونیک و تیلز با پورتال وارپ زون به آنجا می‌رسند، بلک اگمن سعی می‌کند مانع رسیدن آنها به ژنراتور شود، در همان لحظه که بلک اگمن می‌خواهد سونیک و تیلز را بکشد، ناکلز اکیدنا از راه می‌رسد و آنها را نجات می‌دهد و هر سه با هم متحد می‌شوند و بلک اگمن را نابود می‌کنند.
بخش دوم: سونیک علیه متال سونیک
بعد از ورود به پایگاه دکتر اگمن، سونیک ژنواتور را متوقف می‌کند و اهرم را می‌کشد ولی دستگاه او را به دام می‌اندازد و بدنش را اسکن می‌کند. ناکلز سونیک را آزاد می‌کند درست زمانی که دستگاه به زمین فرو می‌ریزد، بلک اگمن در آنجا فرود می‌آید و تیکه تیکه می‌شود و سونیک و دوستانش اگمن و سارا را در آنجا می‌بینند و متوجه می‌شوند همهٔ اینا نقشه شوم دکتر اگمن بود که بتواند همهٔ داده‌های حیاتی سونیک که شامل ذهن، شخصیت و توانایی‌هایش است را برای هایپر متال سونیک کپی کند و با استفاده از متال سونیک، سونیک را بکشد. سونیک مشغول نبرد با متال می‌شود ولی شکست می‌خورد، تیلز و ناکلز به سرزمین آسمانی برمی‌گردند، جایی که تیلز و ناکلز بعد از صحبت با رئیس‌جمهور می‌فهمد متال قصد دارد با باز کردن راه گدازه‌ها برای ذوب کردن یخچال‌های یخی، سیاره آسمانی را نابود کند، سونیک در گرین لیک سیتی از خواب بیدار می‌شود و به کاخ ریاست جمهوری بازمی‌گردد و صحبت‌های دوستانش و رئیس‌جمهور را می‌شنود و از هدف متال مطلع می‌شود.
سونیک، تیلز و ناکلز به منطقه شمالی می‌روند، جایی که متال قصد دارد یخچال‌های طبیعی را نابود کند، از آن طرف سارا توسط اگمن گروگان گرفته شده و قصد دارد با او ازدواج کند تا این دو پس از نابودی سرزمین آسمانی بر این سیاره حکومت کنند.
سونیک با متال سونیک رو به رو می‌شود و با هم نبردی طولانی انجام می‌دهد، هنگامی که متال در حال خفه کردن سونیک است تیلز موفق می‌شود داده‌های متال را دستکاری کند و سونیک را نجات دهد، سونیک به شدت به متال آسیب می‌زند و ناکلز با حفاری زمین مسیر گدازه‌ها را تغییر می‌دهد و تهدید نابودی سیاره برطرف می‌شود، در جریان درگیری، رئیس‌جمهور و جغد پیر از راه می‌رسند ولی در هواپیمای خود گیر می‌افتند، اما متال آنها را نجات می‌دهد. سونیک متوجه می‌شود که متال دارای احساسات است، زیرا او با شخصیت و غرایز سونیک برنامه‌ریزی شده است، اما متال در اثر برخورد با خرابه‌ها به داخل گدازه‌ها می‌افتد، سونیک سعی می‌کند او را نجات دهد و دستش را دراز می‌کند تا به او کمک کند، اما متال سونیک آن را رد می‌کند و به او می‌گوید «تنها یک سونیک وجود دارد» متال سونیک در گذاره‌ها ذوب می‌شود و از بین می‌رود. بعد از مدتی اگمن می‌آید و اظهار می‌کند که هنوز دیسک حاوی داده‌های سونیک را دارد و می‌تواند متال سونیک را دوباره از نو بسازد، اما ربات لاک‌پشتی او به‌طور ناخواسته دیسک را منفجر می‌کند. سپس ناکلز به عنوان انتقام از اینکه سونیک به‌طور تصادفی به سرش لگد زده بود، به سونیک مشت می‌زند، و آن دو وارد تعقیب و گریز می‌شوند و بقیه به دنبال آنها راه می‌افتند و این انیمه سینمایی به پایان می‌رسد.

## پخش و انتشار
قسمت اول این انیمه در تاریخ ۲۶ ژانویه ۱۹۹۶ و قسمت دوم آن در تاریخ ۲۲ مارس ۱۹۹۶ در ژاپن پخش شد و در سال ١٩٩٩ در آمریکا به صورت کامل پخش و توضیع شد، نسخه دوبله فارسی آن توسط گروه دوبلاژ تیوان به مدیریت امیرحسین قهرمانی در ٢٨ اردیبهشت ١۴٠٣ منتشر شد.